# 10256 Vredevoogd
10256 Vredevoogd è un asteroide della fascia principale. Scoperto nel 1977, presenta un'orbita caratterizzata da un semiasse maggiore pari a 2,2770461 UA e da un'eccentricità di 0,1027886, inclinata di 5,93498° rispetto all'eclittica.
L'asteroide era stato temporaneamente ribattezzato 10256 Westerwald a causa di un errore nell'attribuzione del nome di 10253 Westerwald.
L'asteroide è dedicato al professore Loek Vredevoogd, dal 1994 al 2002 alla guida dell'Università di Leida.